# Jemenska kriza
Jemenska kriza započeta je Revolucijom dostojanstva, jednom od intifada u sklopu Arapskoga proljeća, kojom je dotadašnji predsjednik Ali Abdullah Saleh zbačen s vlasti. Novoizabrane oporbene vlasti našle su se u brobi protiv Al-Kaide i drugih uporišta islamskog ekstremizma sa separatističkim predznakom. Uzrokovala je građanski rat 2015. godine, koji traje i danas.
U teškoj humanitarnoj krizi od gladi je preminulo 85 000 djece. Osim gladi, koja je pogodila 13 milijuna stanovnika, civilno stanovništvo trpi teške posljedice wpdiemije kolere, čije liječenje otežavaju zračni napadi na malobrojne bolnice.